# Châteaubernard
Châteaubernard település Franciaországban, Charente megyében. Lakosainak száma 3793 fő (2022. január 1.). Châteaubernard Boutiers-Saint-Trojan, Cognac, Gensac-la-Pallue, Genté, Merpins, Saint-Brice és Salles-d’Angles községekkel határos.

## Népesség
A település népességének változása:
| Lakosok száma | 3486 | 3957 | 3769 | 3869 | 3605 | 3625 | 3714 | 3746 | 3766 | 3793 |
|               | 1968 | 1982 | 1990 | 2006 | 2013 | 2015 | 2017 | 2019 | 2020 | 2022 |